# 2028. évi nyári olimpiai játékok
A 2028. évi nyári olimpiai játékok, hivatalos nevén a XXXIV. nyári olimpiai játékok több sportot magába foglaló nemzetközi sportesemény lesz, amelyet 2028 nyarán rendeznek Los Angeles városában, illetve egyes eseményeket Oklahoma Cityben. Los Angeles harmadik alkalommal fogja megrendezni a nyári olimpiai játékokat.
A város eredetileg a 2024-es játékok megrendezésére pályázott, de miután többen is visszaléptek és csak Párizs, illetve Los Angeles maradt a versenyben, a Nemzetközi Olimpiai Bizottság 2017 júliusában úgy döntött, hogy mind a 2024-es, mind a 2028-as játékokat közösen ítéli oda. 2017. július 31-én a NOB  Los Angelesnek adta a 2028-as olimpiát. A NOB 1,8 milliárd dollárral támogatná az olimpiát. Összességében ez a kilencedik (nyári és téli) olimpia lesz, amit az Egyesült Államok rendez, az első Atlanta óta 1996-ban. Csak London (1908, 1948, 2012) és Párizs (1900, 1924, 2024) rendezett annyi olimpiát, mint Los Angeles és az első város lesz Európán kívül, ami háromszor rendezte meg a játékokat.
2028-ban az olimpiák történetében először bemutatkozik a fallabda (squash), valamint a flag futball (az amerikai futball változata), az utóbbi sport népszerűsítése céljával. Visszatér a baseball, illetve több mint egy évszázad után a krikett és a lacrosse is visszatér az olimpiai programba.

## Pályázás
2015. szeptember 16-án a Nemzetközi Olimpiai Bizottság öt pályázó várost hirdetett a 2024-es olimpiára: Budapest, Hamburg, Los Angeles, Párizs és Róma. Budapest, Hamburg és Róma végül visszavonták ajánlataikat, csak Los Angeles és Párizs maradtak versenyben. Los Angeles felajánlotta, hogy szívesen megrendezné a 2028-as olimpiai játékokat. Az NOB 2017. július 31-én bejelentette, hogy Los Angeles rendezheti a 2028-as kiírást, megnyitva Párizsnak az utat, hogy ők rendezhessék a 2024-es játékokat.
A helyszínt 2017. szeptember 13-án a Nemzetközi Olimpiai Bizottság a perui Limában, a 2024. és a 2028. évi nyári játékok helyszínét kijelölő kongresszuson döntötte el és hirdette ki hivatalosan.